# Fetalna pulsna oksimetrija
Fetalna pulsna oksimetrija je minimalno invazivna dijagnostička metoda u akušerstavu u kojoj se koristi pulsni oksimetar (sličan onom za odrasle pacijente) da bi se procienila saturacija fetalne krvi kiseonikom.

## Opšte informacije
Kroz praksu se pokazalo  da se tokom porođaja saturacija fetalne krvi kiseonikom u rasponu od 30 do 70%, a kratkotrajno saturacije može da padne i ispod 30% što ne mora ukazivati na posledično loš ishod za novorođenče. Nakon ovih saznanja fetalna pulsna oksimetrija ušla je u uporabu da bi u situacijama kad postoji sumnja na hipoksiju (u slučaju lošijeg nalaza CTG-a) mogla ta sumnja ukloniti ili potvrditi.
Međutim, studija iz 2014. godine pokazala je da primena ove metode ne smanjuje učestalost okončanja 
trudnoće carskim rezom, tako da se metoda procene saturacija fetalne krvi kiseoikom pulsnom oksimetrijom u SAD sve više napušta.

## Indikacija
Indikacija za upotrebu fetalne oksimetrije je nesiguran (nonreassuring) ili abnormalan nalaz kardiotokografije (CTG).

## Način izvođenja
Za ovu metodu, kao i za fetalnu pH-metriju, potrebno je da plodove ovojnice nisu očuvane, a cerviks barem blago dilatiran.
Nakonm što se pulsni oksimetar umetne kroz cerviks i prisloni na temporalni deo glave fetusa meri se saturacija fetalne krvi kiseonikom.